# Літературний конкурс «Юне Слово»

## Про конкурс
Літературний конкурс "Юне слово" [Архівовано 7 квітня 2011 у Wayback Machine.] — конкурс, заснований проектом "Кассіопея - сузір'я українських книжок" [Архівовано 7 червня 2011 у Wayback Machine.]у 2011 році для молодих українських літераторів.
До участі в конкурсі допускаються автори, які на момент оголошення результатів конкурсу є студентами вищих навчальних закладів України або учнями 10-11 класів.
На конкурс приймаються твори в таких номінаціях:
- Найкращий прозовий твір для дітей (не більше 7 сторінок)
- Найкращий прозовий твір (не більше 10 сторінок)
- Найкращий віршований твір для дітей (збірка віршів) (не більше 3 сторінок)
- Найкращий віршований твір (збірка віршів) (не більше 5 сторінок)

Твори приймаються на розгляд журі до 31 серпня 2011 року.
Результати будуть оголошені 31 жовтня 2011 року.

## Люди
Координаторами конкурсу в 2011 році були студенти Києво-Могилянської академії Ігор Руських, Євген Рагулін.
До складу журі в 2011 році входили:
- Вдовиченко Галина
- Грабар Сергій
- Кокотюха Андрій
- Курков Андрій
- Матіос Марія
- Пантюк Сергій
- Прокаєва Влада
- Шкляр Василь